# Кшептув
Кшептув (пол. Krzeptów) — село в Польщі, у гміні Конти-Вроцлавські Вроцлавського повіту Нижньосілезького воєводства.
Населення — 346 осіб (2011).
У 1975-1998 роках село належало до Вроцлавського воєводства.

## Демографія
Демографічна структура станом на 31 березня 2011 року:
|          | Загалом | Допрацездатний вік | Працездатний вік | Постпрацездатний вік |
| -------- | ------- | ------------------ | ---------------- | -------------------- |
| Чоловіки | 177     | 52                 | 119              | 6                    |
| Жінки    | 169     | 47                 | 110              | 12                   |
| Разом    | 346     | 99                 | 229              | 18                   |